# Dininho
Dininho est un footballeur brésilien né le 23 juillet 1975. Il est défenseur.